# محمد عثمان ترابي
حاجي محمد عثمان ترابي هو سياسي أفغاني وعضو في حركة طالبان. شغل عثمان منصب حاكم ولاية كنر من أغسطس 2021 إلى 20 سبتمبر 2021 وخلفه مولوي محمد قاسم خالد.